# Hermann Joseph Muller
Hermann Joseph Muller (21. prosince 1890 – 5. dubna 1967) byl americký genetik, nositel Nobelovy ceny za fyziologii a lékařství za rok 1946. Nejvíce je jako vědec znám pro své práce o fyziologických a genetických účincích ionizujícího záření. Byl i protijaderným aktivistou a varoval veřejnost a vlády před negativními zdravotními důsledky jaderné války a atomových testů. Jako veřejný intelektuál prosazoval také výrazně levicové a ateistické názory.
H. J. Muller studoval biologii na Kolumbijské univerzitě a byl doktorandem Thomase Hunta Morgana. Po dokončení studií začal učit na Riceově univerzitě (tehdy ještě pojmenované William Marsh Rice Institute) a pokračoval ve výzkumu v oblasti genetiky a mutací. Roku 1920 přešel na Texaskou univerzitu v Austinu, kde roku 1923 začal zkoumat účinky radioaktivního záření na organismy a roku 1926 se mu podařilo dokázat úměru mezi intenzitou ozáření a počtem škodlivých mutací, čímž se proslavil. V následujících letech pak začal propagovat myšlenku, že radioaktivní záření je nebezpečné, například že je potřeba více chránit personál rentgenologických laboratoří.
Roku 1932 se Muller odebral do Evropy, působil nejdříve v Berlíně, pak v Leningradu a Moskvě, kde prostředí zprvu vyhovovalo jeho levicové politické orientaci. Genetika však ve 30. letech v SSSR upadla do nemilosti a byla nahrazována lysenkismem, takže Muller musel roku 1937 odejít zpět do západní Evropy a na několik let zakotvil v Edinburghu. Do USA se vrátil roku 1940 a přijal místo na soukromé univerzitě Amherst College. Od roku 1945 pak učil na Indiana University Bloomington a následujícího roku obdržel Nobelovu cenu za objev, že radioaktivní záření působí mutace.